# Victor Kugler
Victor Kugler (Hohenelbe, 5 de junho de 1900 — Toronto, 14 de dezembro de 1981) foi um empresário austro-húngaro, conhecido como Mr. Kraler após a divulgação póstuma do Diário de Anne Frank (1947). No final da década de 1930, Kugler foi contratado por Otto Frank para atuar na área administrativa de sua empresa, Opekta Works. Durante a ocupação alemã nos Países Baixos na Segunda Guerra Mundial, foi um dos funcionários responsáveis por esconder Frank, sua família e outros amigos de origem judaica em cômodos ocultos da companhia. Após o esconderijo ter sido descoberto pela Gestapo, Kugler foi enviado para campos de concentração e passou a ser considerado inimigo da Alemanha Nazista. Com o término da guerra, imigrou para o Canadá, onde adquiriu a cidadania e viveu até a morte. Em 1973, foi condecorado como Justos Entre as Nações pelo Yad Vashem.